# BC 3 - Ruta Guía de Isora
BC 3 - Ruta Guía de Isora, nazývaná také BC 3 - Pinar de Chío, je téměř okružní cyklostezka a hipostezka v západní části přírodního parku Parque natural de la Corona Forestal na ostrově Tenerife na Kanárských ostrovech ve Španělsku. Geograficky se také nachází na území obcí Guía de Isora a Santiago del Teide v provincii Santa Cruz de Tenerife. Stezka může být využívána také pro pěší.

## Historie a popis
Středně náročná BC 3 - Ruta Guía de Isora má délku 9,32 km a začíná i končí mezi dvěma body na ostrovní silnici TF-38, které jsou od sebe vzdálené cca 877 m. Cesta vede po tmavém pyroklastickém sedimentárním povrchu borovicovými lesy v klidné oblasti. Úsek níže položené trasy vede kolem vodního kanálu/akvaduktu Canal de Vergara a několika nepřístupných jeskyní, např. Cueva Grande de Chío, Cueva de los Pájaros. Zajímavé je pronikání stromů do lávových polí. Místy jsou vidět nápadné velké borovice nazývané „pinos padre“, které přežily dřívější intenzivní těžbu dřeva a pryskyřice, která téměř zdecimovala borové lesy ostrova. Některé z nich mají ve svých kmenech stále obrovské díry, které jsou důkazem tehdejšího testování za účelem zjištění množství pryskyřice. Trasa cyklostezky navazuje na další cyklostezky Pista Canal de Vergara a The Pines. Cesta není příliš vhodná pro silniční kola.

## Další informace
Místo je celoročně volně přístupné.

## Galerie

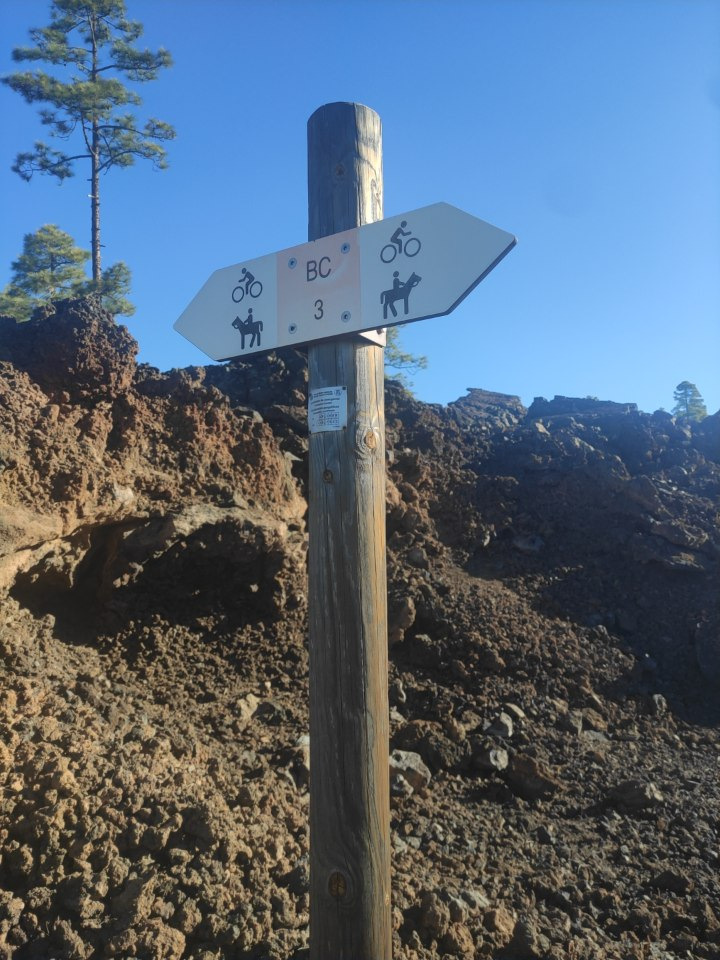
Ukazatel směru na stezce
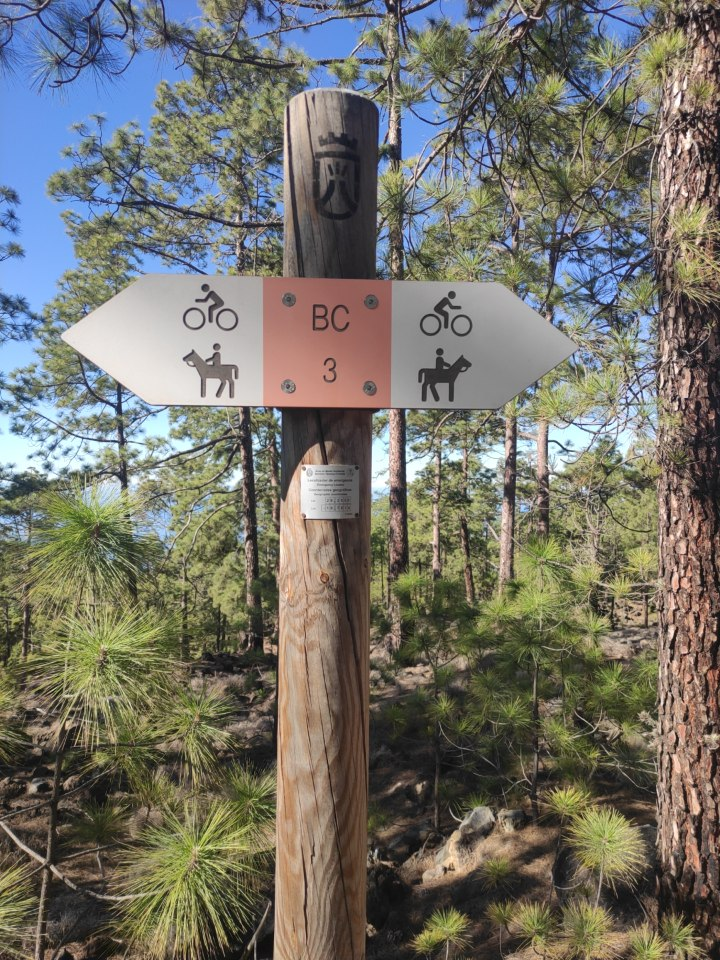
Ukazatel směru na stezce
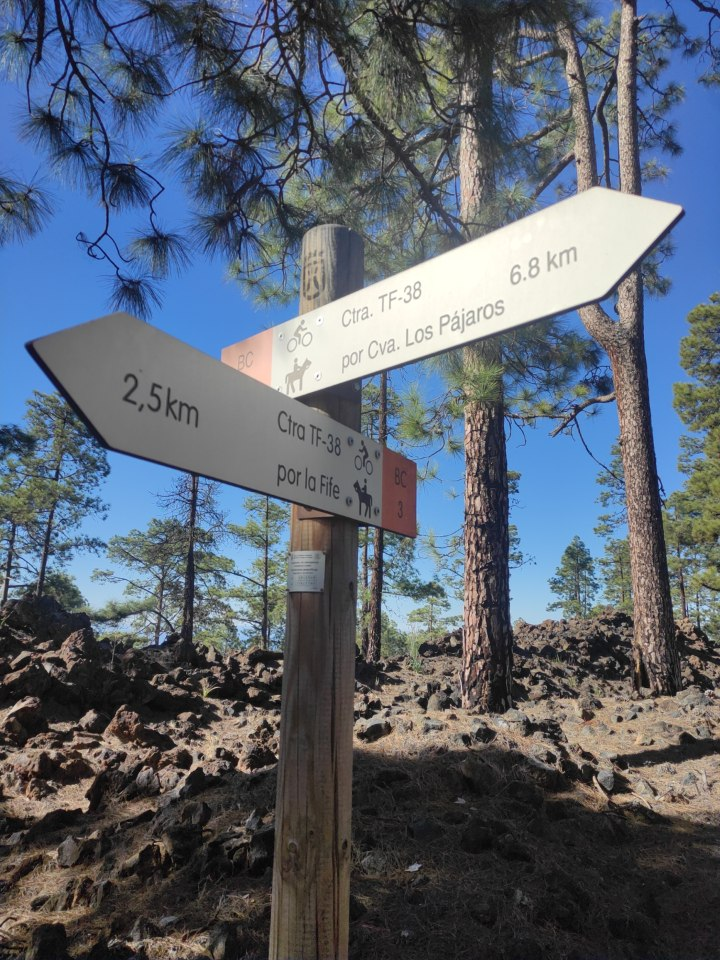
Ukazatel směru na stezce
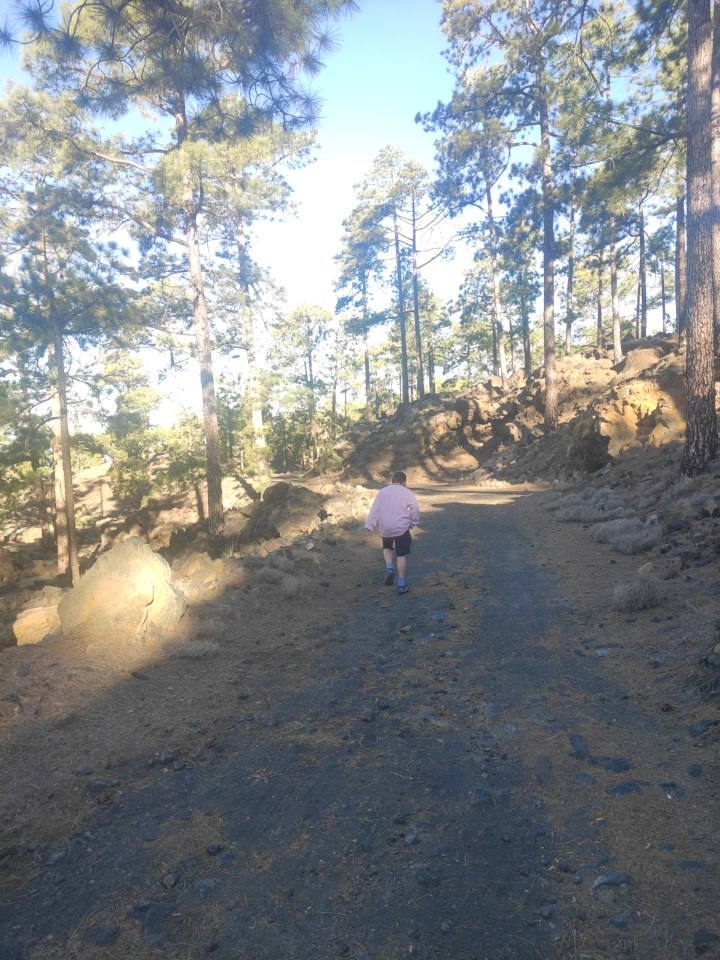
Slunce mezi stromy nad stezkou
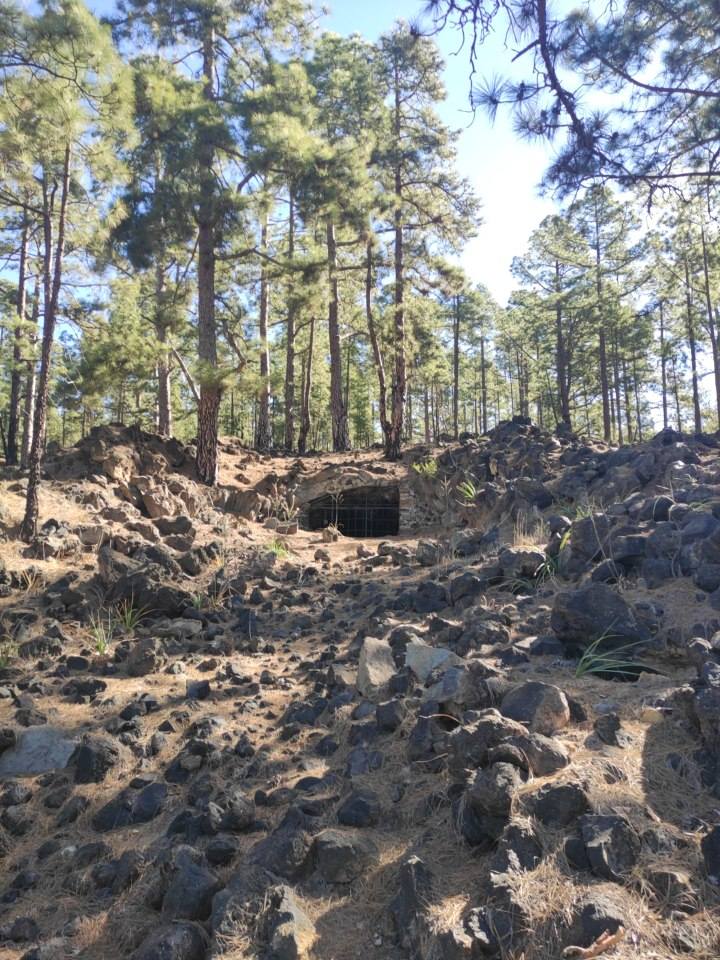
Lávová jeskyně "Cueva Grande de Chío"
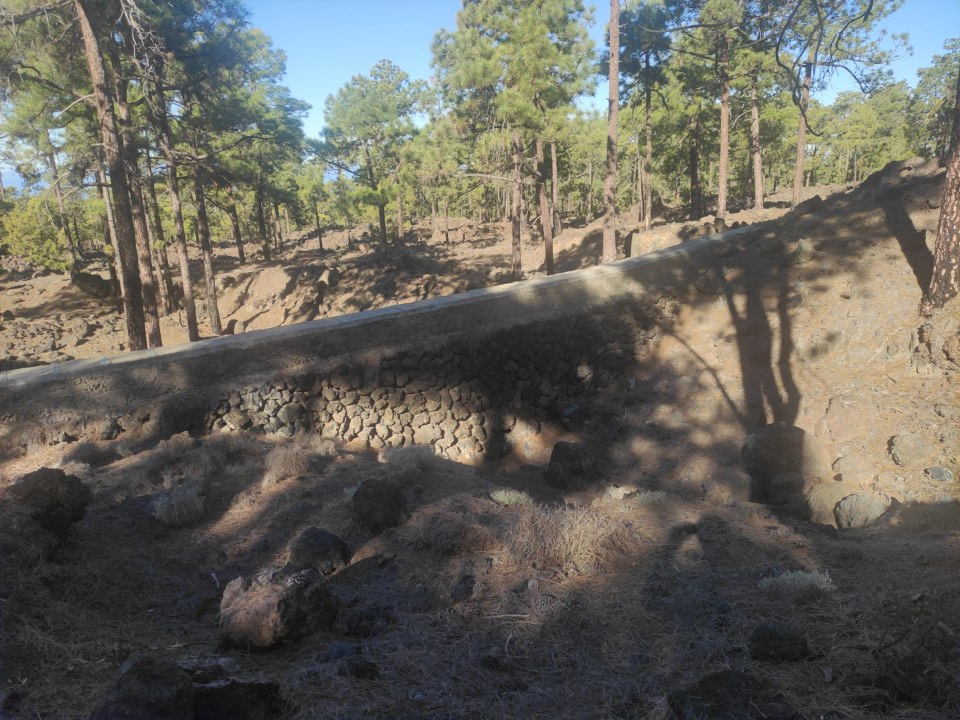
Akvadukt Canal de Vergara